# Les Déserts
Les Déserts – miejscowość i gmina we Francji, w regionie Owernia-Rodan-Alpy, w departamencie Sabaudia.
Według danych na rok 1990 gminę zamieszkiwało 512 osób, a gęstość zaludnienia wynosiła 15 osób/km² (wśród 2880 gmin regionu Rodan-Alpy Les Déserts plasuje się na 1135. miejscu pod względem liczby ludności, natomiast pod względem powierzchni na miejscu 158.).

## Demografia

Populacja Les Déserts w latach 1962–2008